# Гулик Артур Ярославович
Арту́р Яросла́вович Гу́лик (нар. 17 липня 1983, м. Борислав, Львівська область, Українська РСР — пом. 26 червня 2014, с-ще Мирне, Слов'янський район, Донецька область, Україна) — солдат резерву МВС України, кулеметник 2-го резервного батальйону Нацгвардії, доброволець, позивний «Пітбуль».

## Життєпис
Народився 1983 року в місті Борислав на Львівщині. Навчався у загальноосвітній школі № 5. У 1989 році загинув батько.
Після закінчення 9-ти класів продовжує навчання в Підбузькому профтехучилищі, де опанував професії маляра, штукатура та плиточника.
У 2005 році втратив матір.
Активний учасник подій Революції Гідності, — перебував у складі 5-ї, а потім 2-ї сотні Самооборони Майдану. Був поранений під час останніх лютневих протистоянь — дістав заряд дробу й осколків в лице. Збирався їхати на лікування до Польщі, але почались бойові дії на сході, й Артур добровольцем пішов на фронт у складі сформованого з майданівців резервного батальйону Нацгвардії.
Солдат резерву, кулеметник 2-го відділення 2-го взводу 2-ї роти оперативного призначення 2-го батальйону оперативного призначення (резервістів) військової частини 3027 Національної гвардії України (в подальшому на базі 1-го та 2-го резервних батальйонів було сформовано 1-й батальйон оперативного призначення НГУ імені Кульчицького).
З червня 2014 брав участь в антитерористичній операції, виконував завдання на блокпосту біля Слов'янська.

## Обставини загибелі
26 червня 2014, в часі оголошеного «перемир'я», російські терористи здійснили масований — із застосуванням танків та мінометів — штурм блокпоста № 1, що був розташований на північно-західній околиці Слов'янська в районі водойми Рибгоспу — поблизу селища Мирне. Бойовики почали обстріл з боку дамби і дороги, після чого пішли на штурм. У перші хвилини бою було підбито два БТРа десантників 95-ї аеромобільної бригади. В підбитому БТР-80 загинув солдат Ігор Ващук. Нацгвардійці Артур Гулик з товаришем Олександром намагались врятувати десантника, але він уже помер. Коли відходили від БТРа, поряд влучив снаряд. Артуру перебило судину під ключицею, побратими надали йому першу допомогу, але він знепритомнів і помер у бліндажі за кілька годин. У бою загинули десантники сержант Андрій Коган і старший солдат Максим Добрянський, ще п'ятеро бійців дістали поранень. Один з трьох танків бойовиків нацгвардійці знищили, — резервіст 2-го батальйону Вадим Д. з РПГ підбив танк, що насувався на позиції гвардійців, старший лейтенант Сергій Сідорін (спецпідрозділ «Барс») кількома пострілами з РПГ-7 вивів танк з ладу. Під натиском переважаючих сил противника оборонцям довелось відступити за наказом, але вже наступного дня контроль над блокпостом було повернуто.
30 червня з добровольцем прощались у Бориславі, у місті оголосили триденну жалобу. Похований на Новому кладовищі Трускавця поряд із могилою матері .
В Артура залишилися дві сестри — Люба й Оксана.

## Нагороди та звання
8 вересня 2014 року — за особисту мужність і героїзм, виявлені у захисті державного суверенітету та територіальної цілісності України, відзначений — нагороджений орденом «За мужність» III ступеня (посмертно).
Рішенням сесії Бориславської міської ради у 2014 році присвоєне звання «Почесний громадянин міста Борислава» (посмертно).
Нагороджений недержавною медаллю «За визволення Слов'янська» (посмертно).

## Вшанування пам'яті
На місці 1-го блокпосту біля с-ща Мирне відкрито меморіальний знак на честь загиблих під час бою 26 червня 2014 року.
29 січня 2015 у Бориславі на фасаді будівлі ЗОШ № 5 встановлено пам'ятну дошку загиблому Артуру Гулику, який вчився у цій школі.